# 沼倉愛美
沼倉愛美（日语：／ Numakura Manami，1988年4月15日—）是日本的女性聲優，ARTSVISION所屬。神奈川縣出身。身高161.5公分。血型為AB型。

## 經歷
首次在電視動畫的演出是《銀魂》。
2016年7月，以歌手身份出道，並開設官方網站和官方Twitter，同時首次以個人名義參演Animelo Summer Live 2016，此外個人部落格也搬遷至新址。

## 人物
因《機動戰士GUNDAM SEED》而成為GUNDAM系列作品的動漫迷，也喜歡《攻殼機動隊》與《銀河英雄傳說》。興趣是編織，並將喜歡的小熊布娃娃取名為「萊因哈特」，沼倉曾在2010年的生日於個人部落格公開該娃娃的樣子。
交情好的聲優有今井麻美、下田麻美、淺倉杏美、原由實、赤崎千夏、田所梓、佳村遙。人生中最重要的人是高中時的導師、聲優養成所的講師與「THE IDOLM@STER」的音響監督（菊田浩巳）。
2019年10月23日，宣布與同為聲優的逢坂良太結婚。
2019年11月25日宣布，2020年2月停止歌手活動。

## 演出作品
※粗體字為主要角色

### 電視動畫
2009年
- 銀魂（學生A）

2010年
- 只有神知道的世界（響）
- 咎狗之血（源泉的兒子）
- 寶石寵物 Twinkle☆（檜志保）
- 花圈圈幼稚園（健二）

2011年
- 偶像大師（我那霸響）
- 白兔糖（保育士）
- 神的記事本（女子A）
- 銀魂'（小孩E）
- SKET DANCE（杉崎綾乃）
- 哆啦A夢（女孩子B）
- 幸福光暈～hitotose～（廣野昌子）
- 日常（友人）
- 架向星空之橋（山川螢太）
- 魔劍姬！（女僕店員）
- 迷茫管家與膽怯的我（女學生）
- 召喚惡魔（女性店員）

2012年
- BLACK★ROCK SHOOTER（小幡新）
- 白熊咖啡廳（瑞希）
- 戰國Collection（由美）
- 夏色奇蹟（淺野、女子、廣播、隊長）

2013年
- Aikatsu！偶像活動！（藤堂百合華）
- 鎖鎖美小姐@不好好努力（蝦怒川情雨）
- 科學超電磁砲S（草壁優美）
- 戀愛研究所（倉橋莉子）
- 蒼藍鋼鐵戰艦（高雄）
- 寶石寵物 Twinkle☆特別篇（檜志保）

2014年
- 惡魔的謎語（武智乙哉）
- 我們大家的河合莊（林）
- 極黑的布倫希爾德（斗光奈波）
- RAIL WARS!（櫻井葵）
- 花舞少女（常盤真智）
- SHIROBAKO（井口祐未、波比、大姐姐）

2015年
- 銃皇無盡的法夫納（物部深月）
- 暗殺教室（中村莉櫻）
- 第三飛行少女隊（SHIROBAKO劇中劇）（諾亞）
- 亞爾斯蘭戰記（亞爾佛莉德）
- SHOW BY ROCK!!（蕾朵莉）
- 吹響吧！上低音號（黃前麻美子、管樂團成員）
- 偽戀:（寶拉·馬可伊）
- 潮與虎（玲莎）
- OVERLORD（娜貝拉爾·迦瑪）
- 比基尼鬥士（獵人）
- 妖怪手錶（星風綺羅）
- 槍與面具（朱藤依子）

2016年
- 暗殺教室 第2期（中村莉櫻）
- 粗點心戰爭（遠藤沙耶[11]）
- 紅殼的潘朵拉（庫拉莉翁）
- Schwarzesmarken（姬露可·修坦因霍夫）
- 潮與虎 第2期（玲莎）
- 聖戰刻耳柏洛斯 龍刻的災禍（木木）
- 亞爾斯蘭戰記 風塵亂舞（亞爾佛莉德）
- SHOW BY ROCK!!SHORT!!（蕾朵莉）
- Active Raid－機動強襲室第八課－ 2nd（亞紀）
- 魔法少女育成計劃（莉普兒）
- SHOW BY ROCK!!#（蕾朵莉）
- 奏響吧！上低音號2（黃前麻美子）

2017年
- 清戀（嘉味田十萌）
- 風夏（小玉）
- 鎖鏈戰記 ～赫克瑟塔斯之光～（艾雷努斯）
- 戀愛暴君（緋山茜[12]）
- 潔癖男子青山（加奈）
- 來自深淵（西吉[13]）
- 小松先生 第二期（小孩）
- 此花綺譚（桐[14]、青蛙）
- 魔法使的新娘（米娜）
- 如果有妹妹就好了。（大野艾希莉[15]）

2018年
- 搖曳露營△（友人）
- 新幹線戰士（男鹿秋田）
- Slow Start（榎並清瀨）
- 三顆星彩色冒險（昴）
- OVERLORD II（娜貝拉爾·迦瑪）
- 粗點心戰爭2（遠藤沙耶）
- 妖怪旅館營業中（淀子）
- GUNDAM創鬥者 潛網大戰（菖蒲/藤澤綾)
- 音樂少女（千歲春[16]）
- OVERLORD III（娜貝拉爾·迦瑪／娜貝）
- 我家的女僕有夠煩！（鴨居燕）
- RELEASE THE SPYCE（半藏門雪[17]）
- FAIRY TAIL（布蘭緹什·μ）
- 尤利西斯 貞德與鍊金騎士（里什蒙[18]）

2019年
- 迷你刀使（木寅米露亞[19]）
- 動物朋友2（大猩猩）
- 進擊的巨人 Season3（車力的巨人）
- 為了女兒，我說不定連魔王都能幹掉。（莉塔·古倫格[20]）
- 胡蝶綺 ～少年信長～（阿華[21]）
- Dr.STONE 新石紀（琥珀）
- 非槍人生NO GUNS LIFE（梅雅麗·斯坦博格）

2020年
- 偶像活動 on Parade！（藤堂百合華）
- 〈Infinite Dendrogram〉-無盡連鎖-（利維坦）
- 異世界四重奏2（娜貝拉爾）
- 新櫻花大戰 the Animation（蘭斯洛特）
- 隱瞞之事（內木理左[22]）
- 掠夺者（爱琳）
- 超異域公主連結 Re:Dive（珠希）
- 安達與島村（日野）
- 進擊的巨人 The Final Season Part 1（皮克·芬格爾）

2021年
- 關於我轉生變成史萊姆這檔事 第2期（坂口日向）
- SHOW BY ROCK!! STARS!!（蕾朵莉）
- Dr.STONE 新石紀 第二期（琥珀）
- 七騎士 革命 -英雄的繼承者- （雪莉）
- 持續狩獵史萊姆三百年，不知不覺就練到LV MAX（別西卜[23]）
- 東京復仇者（橘亮子）
- 異世界食堂2（蘿樂娜）

2022年
- 進擊的巨人 The Final Season Part 2（皮克·芬格爾）
- 自稱賢者弟子的賢者（日向）
- 超異域公主連結 Re:Dive Season 2（珠希）
- 真·一騎當千（因達羅[24]）
- Dr.STONE 新石紀 龍水（琥珀）
- OVERLORD IV（娜貝）
- 家裡蹲的日常（多比、あーちゃん、醫師）
- 聖劍傳說 Legend of Mana -The Teardrop Crystal-（蒂雅娜[25]）

2023年
- 眾神眷顧的男人2（蘿貝莉亞[26]）
- 東京復仇者（第2期）（橘亮子）
- 進擊的巨人 The Final Season 完結篇（皮克·芬格爾）
- 機戰少女Alice Expansion（比良坂夜露、山野薰子）
- Dr.STONE 新石紀 NEW WORLD（琥珀[27]）
- 在異世界獲得超強能力的我，在現實世界照樣無敵～等級提升改變人生命運～（澤田理惠）
- 鬼滅之刃 刀匠村篇（時透的母親）

2024年
- 關於我轉生變成史萊姆這檔事 第3期（坂口日向[28]）
- 怪人的沙拉碗（愛崎布蘭達[29]）

2025年
- Dr.STONE 新石紀 SCIENCE FUTURE（琥珀[30]）
- 持續狩獵史萊姆三百年，不知不覺就練到LV MAX ～其二～（別西卜[31]）
- mono女孩（春乃担当的岛田小姐）
- 搖滾樂是淑女的嗜好（真理子（店長））

### OVA
2015年
- SHIROBAKO 劇中劇動畫「第三飛行少女隊」（諾亞·阿什肯納齊）

2016年
- OVERLORD（娜貝拉爾·伽瑪）
- 亞爾斯蘭戰記「友情之宴」（亞爾佛莉德）

2019年
- 我家的女僕有夠煩！（鴨居燕）

2021年
- 機戰少女Alice（比良坂夜露）

### 動畫電影
2014年
- 偶像大師 劇場版 前往光輝的另一端！（我那霸響）
- 阿茹茉妮（日语：アルモニ）（真由美）
- 劇場版 偶像學園（藤堂百合華）

2015年
- 劇場版 蒼藍鋼鐵戰艦DC（高雄）
- 劇場版 蒼藍鋼鐵戰艦Cadenza（高雄）

2019年
- 劇場版新幹線戰士：來自未來的神速ALFA-X（男鹿秋田）

2026年
- 劇場版 關於我轉生變成史萊姆這檔事 蒼海之淚篇（日向[32]）

### 網路動畫
2013年
- 迷你偶像大師（我那霸響、機械春香）

2014年
- 迷你偶像大師2（我那霸響、機械春香）

2021年
- 少女前線 人形小劇場 -治癒篇2-（AN-94）
- 夢想的花蕾（媽媽）

2023年
- 鋼彈創鬥元宇宙（菖蒲[33]）

### 遊戲
2008年
- 武装神姬 BATTLE RONDO（蝙蝠型MMS 薇斯貝莉歐）

2009年
- 偶像大師SP（我那霸響）
- 偶像大師 深情之星（我那霸響）

2011年
- 偶像大師2（我那霸響）

2013年
- 偶像大師 灰姑娘女孩（我那霸響）
- 偶像大師 百萬人演唱會！（我那霸響）

2014年
- 偶像大師 全力以赴（我那霸響[34]）
- 花舞少女 夜來舞LIVE！（常盤真智）
- RE:VICE［D］（堇）
- LORD of VERMILION III（芙蕾亞[35]）

2015年
- Princess Connect！（宮坂環[36]）
- 東京迷城（玖我山璃音）
- 箱庭學園（佐倉綾奈[37]）
- （物部深月）
- 偶像大師 盡情高歌（我那霸響）

2016年
- 偶像大師 白金星光（我那霸響）
- 白貓Project（荒御魂のかんなぎ - トワ・クオン）
- 妖怪手錶3 壽司/天婦羅/壽喜燒（マック）

2017年
- 偶像大師 百萬人演唱會！劇場時光（我那霸響）
- 超異域公主連結 Re：Dive（珠希[38]）

2018年
- 刀使之巫女 刻印一閃的燈火（木寅米莉亞）
- 少女前線（AN-94、FP-6）
- 機戰少女Alice（比良坂夜露 , 山野薰子）

2019年
- RELEASE THE SPYCE secret fragrance（半藏門雪[39]）

2020年
- 偶像大師 星耀季節（我那霸響[40]）
- 閃耀幻想曲（榎並清瀨、倉橋莉子、常盤真智[41]）

2022年
- 蘇菲的鍊金工房2 ～不可思議夢的鍊金術士～（卡特麗娜·巴爾巴斯特）

2023年
- 魔法禁书目录 幻想收束（娜贝拉尔·迦玛）
- 夢幻模擬戰 Mobile（艾希恩）

### 廣播劇CD
- Drama CD 偶像大師 Eternal Prism 01 - 03
- ぷちます! -PETIT IDOLM@STER- Drama CD 01 - 02
- THE IDOLM@STER No Make！
- 我女友與青梅竹馬的慘烈修羅場
- 武器種族傳說 The original（港町的人）
- JIHAI～磁海～ Third World（楓）
- （煩惱・怠惰）
- 黃昏乙女×失憶幽靈（庚霧江）
- Drama CD 獏-BAKU- 第三章（魔物）
- me to me（立花美香）
  - 『Super☆Star』
  - 『Show Time！』
  - 『First Step』
- 持續狩獵史萊姆三百年，不知不覺就練到LV MAX（別西卜）
- 妖怪宅院「附廣播劇CD特裝版」[42]（妮妮）
- sister-in-law!（逢隈小奈[43]）

### 有聲漫畫
2020年
- 隱瞞之事（內木理佐）

2023年
- 鵺之陰陽師（鵺）

### 外語配音
- 愛卡莉#25
- 太平洋戰爭#7
- 靈媒緝凶#2

#### 動畫
2024年
- 愛上她的理由（三國紗羅[44]）

### 影像商品
- 學習基本 快樂的餐桌禮儀 和食禮儀篇 (2009年)
- THE IDOLM@STER關連作品
  - THE IDOLM@STER 4th ANNIVERSARY PARTY SPECIAL DREAM TOUR'S!
  - THE IDOLM@STER 5th ANNIVERSARY The world is all one !!
  - THE IDOLM@STER 6th ANNIVERSARY SMILE SUMMER FESTIV@L!
  - THE IDOLM@STER 7th ANNIVERSARY 765PRO ALLSTARS 和大家一起！[45]
  - THE IDOLM@STER STATION!!! First Live "HEART AND SOUL"
  - THE IDOLM@STER MUSIC FESTIV@L OF WINTER!![46]
  - THE IDOLM@ STER 8th ANNIVERSARY HOP! STEP!! FESTIV@L!!![47]
  - THE IDOLM@STER M@STERS OF IDOL WORLD!!2014[48]
  - THE IDOLM@STER 9th ANNIVERSARY WE ARE M@STERPIECE!![49]
  - THE IDOLM@STER M@STER OF IDOL WORLD!!2015 Live Blu-ray[50]
  - THE IDOLM@STER MILLION LIVE! 3rdLIVE TOUR BELIEVE MY DRE@M!! LIVE Blu-ray 03@OSAKA DAY1
  - THE IDOLM@STER PRODUCER MEETING 2017 765PRO ALLSTARS FUN TO THE NEW VISION!! EVENT Blu-ray PERFECT BOX（2017年11月22日）
  - THE IDOLM@STER 765 MILLIONSTARS HOTCHPOTCH FESTIV@L!! LIVE Blu-ray GOTTANI-BOX（2018年11月21日）
  - THE IDOLM@STER New Year Libe!! 初星宴舞 LIVE Blu-ray 絢爛裝訂版（2019年1月30日）
  - THE IDOLM@STER PRODUCER MEETING 2018 What is TOP!!!!!!!!!!!!!!? EVENT Blu-ray PERFECT BOX（2019年7月31日）
  - キャラ★メルVol7附錄DVD 偶像大師SP プロジェクト・フェアリー 獨占取材
  - キャラ★メルVol8附錄DVD 偶像大師SP P・フェアリー主演連續劇
  - 2009年3月號附錄DVD 偶像大師廣播 ゲーマガ出張版 vol.3
- 蒼藍鋼鐵戰艦-ARS NOVA－相關作品
  - Trident密着ドキュメント〜航海の先に、見えたモノ〜＜ディレクターズカット版＞
  - ウェポン・フロントライン 海上自衛隊 イージス 守護日本的最強之盾
  - Trident 1st LIVE “Blue Snow”[51]
  - Trident ラストフルアルバム『BLUE』初回限定盤BD[52]
  - 「蒼藍鋼鐵戰艦」Character Songs LIVE “Blue Field”〜Finale〜\[53]
  - Trident THE LAST LIVE「Thank you for your “BLUE” at Makuhari Messe」[54]
- 秋葉原聲優祭典 THE MOVIE
- Animelo Summer Live 2013 -FLAG NINE- 8.24
- Animelo Summer Live 2014 -ONENESS- 8.30
- Animelo Summer Live 2015 -THE GATE- 8.28
- Animelo Summer Live 2016 刻-TOKI- 8.28
- 竹達、沼倉的第一次也可以嗎？
  - 竹達、沼倉的第一次也可以嗎？ BLOG DVD
  - 竹達、沼倉的第一次也可以嗎？ BLOG DVD 2
  - 初ラジブルーレイ 海を越えてもいいですか？デート編 / スポーツ編
  - 初ラジ・見るとご飯が食べたくなるDVD〜軽井沢を食べ尽くす！〜
- DVD「RELEASE THE SPYCE月影大作戰」京都篇（2019年1月30日）
- 偶像學園系列 5th祭典！！ Day1/Day2 Blu-ray（2019年7月3日）

## 音樂作品

### 單曲
|            | 發售日         | 標題            | 規格產品編號 | 規格產品編號 | 最高排名 |
| 初回限定盤 | 發售日         | 標題            | 通常盤       |              | 最高排名 |
| ---------- | -------------- | --------------- | ------------ | ------------ | -------- |
| 1st        | 2016年11月2日  |                 | VTZL-116     | VTCL-35243   | 19名     |
| 2nd        | 2017年2月8日   | Climber's High! | VTZL-122     | VTCL-35254   | 20名     |
| 3rd        | 2018年6月6日   | 彩-color-       | VTZL-145     | VTCL-35277   | 25名     |
| 4th        | 2018年10月31日 | Desires         | VTZL-149     | VTCL-35290   | 23名     |

### 專輯
|            | 發售日        | 標題    | 規格產品編號                | 規格產品編號 | 最高排名 |
| 初回限定盤 | 發售日        | 標題    | 通常盤                      |              | 最高排名 |
| ---------- | ------------- | ------- | --------------------------- | ------------ | -------- |
| 1st        | 2017年6月14日 | My LIVE | VTZL-129（A） VTZL-130（B） | VTCL-60452   | 7位      |
| 2nd        | 2019年2月20日 | アイ    | VTCL-60482                  | VTZL-155     |          |

### 精選輯
|               | 發售日        | 標題       | 規格產品編號 | 最高排名 |
| COMPLETE BEST | 發售日        | 標題       |              | 最高排名 |
| ------------- | ------------- | ---------- | ------------ | -------- |
| 1st           | 2020年2月12日 | みんなで！ | VTZL-168     |          |

### 商業搭配歌曲
| 歌曲            | 商業搭配                           | 年份   |
| --------------- | ---------------------------------- | ------ |
|                 | 電視動畫《魔法少女育成計劃》片頭曲 | 2016年 |
| Climber's High! | 電視動畫《風夏》片頭曲             | 2017年 |
| 彩-color-       | 電視動畫《妖怪旅館營業中》片尾曲   | 2018年 |
| Desires         | 電視動畫《CONCEPTION》片尾曲       | 2018年 |
| I Love You      | 電視動畫《CONCEPTION》插入曲       | 2018年 |

### 角色歌
| 發售日   | 商品名稱 | 演唱名義 | 歌曲 | 備註                                                 |
| 2008年   | 2008年 | 2008年 | 2008年 | 2008年                                               |
| -------- | --- | --- | --- | ---------------------------------------------------- |
| 12月10日 | THE IDOLM@STER MASTER SPECIAL 961 | 星井美希（長谷川明子）、我那霸響（沼倉愛美）、四條貴音（原由實） | 「」 「KisS」 「」 | 遊戲《偶像大師 SP》相關歌曲                          |
| 2009年   | | | |                                                      |
| 3月31日  | THE IDOLM@STER MASTER BOX VI | 我那霸響（沼倉愛美） | 「I Want」 「」 「」 「」 「」 「」 「」 「Kosmos, Cosmos」 「」                                                                | 遊戲《偶像大師 SP》相關歌曲                          |
| 4月1日   | THE IDOLM@STER MASTER SPECIAL 03 如月千早、我那霸響 | 我那霸響（沼倉愛美） | 「Next Life」 「Is This Love」 「」                                                                                             | 遊戲《偶像大師 SP》相關歌曲                          |
| 4月1日   | THE IDOLM@STER MASTER SPECIAL 03 如月千早、我那霸響 | 如月千早（今井麻美）、我那霸響（沼倉愛美） | 「Do-Dai（REM@STER-B）」 「L·O·B·M」                                                                                            | 遊戲《偶像大師 SP》相關歌曲                          |
| 10月2日  | 偶像大師 Break! 第2卷 限定版特典CD | 我那霸響（沼倉愛美） | 「」 | 漫畫《偶像大師 Break!》相關歌曲                      |
| 2010年   | | | |                                                      |
| 2月24日  | THE IDOLM@STER Vocal Collection 01 | 星井美希（長谷川明子）、我那霸響（沼倉愛美）、四條貴音（原由實） | 「」 「」 | 廣播劇CD《偶像大師 永恆稜鏡》插入曲                  |
| 3月17日  | THE IDOLM@STER MASTER SPECIAL SPRING | 天海春香（中村繪里子）、水瀨伊織（釘宮理惠）、我那霸響（沼倉愛美）、秋月律子（若林直美）、菊地真（平田宏美）、萩原雪步（長谷優里奈） | 「」 「」 | 遊戲《偶像大師 SP》相關歌曲                          |
| 3月17日  | THE IDOLM@STER MASTER SPECIAL SPRING | 我那霸響（沼倉愛美） | 「」 | 遊戲《偶像大師 SP》相關歌曲                          |
| 4月21日  | THE IDOLM@STER Vocal Collection 02 | 星井美希（長谷川明子）、我那霸響（沼倉愛美）、四條貴音（原由實） | 「」 | 廣播劇CD《偶像大師 永恆稜鏡》插入曲                  |
| 4月21日  | THE IDOLM@STER Vocal Collection 02 | 我那霸響（沼倉愛美） | 「」 | 廣播劇CD《偶像大師 永恆稜鏡》插入曲                  |
| 5月12日  | THE IDOLM@STER BEST OF 765+876=!! VOL.01 | 我那霸響（沼倉愛美） | 「Next Life」 | 遊戲《偶像大師》相關歌曲                             |
| 5月12日  | THE IDOLM@STER BEST OF 765+876=!! VOL.01 | 天海春香（中村繪里子）、菊地真（平田宏美）、高槻彌生（仁後真耶子）、我那霸響（沼倉愛美）、日高愛（戶松遙） | 「」 | 遊戲《偶像大師》相關歌曲                             |
| 6月4日   | 偶像大師 Break! 第3卷 限定版特典CD | 我那霸響（沼倉愛美） | 「ambivalent world」 | 漫畫《偶像大師 Break!》相關歌曲                      |
| 9月22日  | THE IDOLM@STER MASTER ARTIST 2 Prologue | 天海春香（中村繪里子）、星井美希（長谷川明子）、萩原雪步（淺倉杏美）、我那霸響（沼倉愛美）、四條貴音（原由實） | 「THE IDOLM@STER 2nd-mix」 | 遊戲《偶像大師2》相關歌曲                            |
| 9月22日  | THE IDOLM@STER MASTER ARTIST 2 Prologue | IM@S 765PRO ALLSTARS | 「」 | 遊戲《偶像大師2》相關歌曲                            |
| 11月3日  | THE IDOLM@STER MASTER ARTIST 2 -FIRST SEASON- 01 天海春香 | 天海春香（中村繪里子）、我那霸響（沼倉愛美）、星井美希（長谷川明子） | 「Tip Taps Tip（Version Haruka）」                                                                                              | 遊戲《偶像大師2》相關歌曲                            |
| 11月3日  | THE IDOLM@STER MASTER ARTIST 2 -FIRST SEASON- 02 我那霸響 | 天海春香（中村繪里子）、我那霸響（沼倉愛美）、星井美希（長谷川明子） | 「Tip Taps Tip（Version Hibiki）」                                                                                              | 遊戲《偶像大師2》相關歌曲                            |
| 11月3日  | THE IDOLM@STER MASTER ARTIST 2 -FIRST SEASON- 02 我那霸響 | 我那霸響（沼倉愛美） | 「TRIAL DANCE」 「DREAM」 「」 「MEGARE!（M@STER VERSION）」                                                                    | 遊戲《偶像大師2》相關歌曲                            |
| 11月3日  | THE IDOLM@STER MASTER ARTIST 2 -FIRST SEASON- 03 星井美希 | 星井美希（長谷川明子）、天海春香（中村繪里子）、我那霸響（沼倉愛美） | 「Tip Taps Tip（Version Miki）」                                                                                                | 遊戲《偶像大師2》相關歌曲                            |
| 2011年   | | | |                                                      |
| 1月10日  | THE IDOLM@STER 2 765pro H@PPINESS NEW YE@R P@RTY !! 2011 | 我那霸響（沼倉愛美） | 「」 | 遊戲《偶像大師2》相關歌曲                            |
| 2月9日   | The world is all one !! | 765PRO ALLSTARS | 「The world is all one !!（M@STER VERSION）」                                                                                   | 遊戲《偶像大師2》相關歌曲                            |
| 6月10日  | me to me《》 | me to me | 「」 「」 「Promise」 | 《me to me》相關歌曲                                 |
| 6月25日  | THE IDOLM@STER MASTER BOX VII | 我那霸響（沼倉愛美） | 「Colorful Days」 「」 「」 「」 「L·O·B·M」                                                                                    | 遊戲《偶像大師 SP》相關歌曲                          |
| 8月10日  | THE IDOLM@STER ANIM@TION MASTER 01 READY!! | 765PRO ALLSTARS | 「READY!!（M@STER VERSION）」                                                                                                   | 電視動畫《偶像大師》片頭曲                           |
| 9月7日   | THE IDOLM@STER ANIM@TION MASTER 02 | 765PRO ALLSTARS | 「READY!!（TV SIZE）」 | 電視動畫《偶像大師》片頭曲                           |
| 9月7日   | THE IDOLM@STER ANIM@TION MASTER 02 | 765PRO ALLSTARS | 「The world is all one !!（M@STER VERSION）」                                                                                   | 電視動畫《偶像大師》片尾曲                           |
| 9月7日   | THE IDOLM@STER ANIM@TION MASTER 02 | 如月千早（今井麻美）、三浦梓（高橋智秋）、菊地真（平田宏美）、星井美希（長谷川明子）、我那霸響（沼倉愛美）、秋月律子（若林直美） | 「MOONY」 | 電視動畫《偶像大師》片尾曲                           |
| 10月5日  | THE IDOLM@STER ANIM@TION MASTER 03 | 765PRO ALLSTARS | 「THE IDOLM@STER」 | 電視動畫《偶像大師》片尾曲                           |
| 10月5日  | THE IDOLM@STER ANIM@TION MASTER 03 | 765PRO ALLSTARS | 「L·O·B·M」 | 電視動畫《偶像大師》插入曲                           |
| 10月5日  | THE IDOLM@STER ANIM@TION MASTER 03 | 765PRO+876PRO ALLSTARS | 「GO MY WAY!!」 | 電視動畫《偶像大師》片尾曲                           |
| 10月19日 | BEST ALBUM + LIVE DVD | 我那霸響（沼倉愛美） | 「」 | 遊戲《偶像大師》相關歌曲                             |
| 11月9日  | THE IDOLM@STER ANIM@TION MASTER 04 CHANGE!!!! | 765PRO ALLSTARS | 「CHANGE!!!!（M@STER VERSION）」                                                                                                | 電視動畫《偶像大師》片頭曲                           |
| 11月9日  | THE IDOLM@STER ANIM@TION MASTER 04 CHANGE!!!! | 如月千早（今井麻美）、三浦梓（高橋智秋）、我那霸響（沼倉愛美） | 「」 | 電視動畫《偶像大師》相關歌曲                         |
| 11月30日 | THE IDOLM@STER ANIM@TION MASTER 05 | 天海春香（中村繪里子）、星井美希（長谷川明子）、如月千早（今井麻美）、高槻彌生（仁後真耶子）、萩原雪步（淺倉杏美）、菊地真（平田宏美）、雙海真美（下田麻美）、四條貴音（原由實）、我那霸響（沼倉愛美）                                                 | 「」 | 電視動畫《偶像大師》插入曲                           |
| 11月30日 | THE IDOLM@STER ANIM@TION MASTER 05 | 765PRO ALLSTARS | 「i」 「MEGARE!（M@STER VERSION）」                                                                                             | 電視動畫《偶像大師》片尾曲                           |
| 11月30日 | THE IDOLM@STER ANIM@TION MASTER 05 | 天海春香（中村繪里子）、星井美希（長谷川明子）、如月千早（今井麻美）、雙海亞美／真美（下田麻美）、四條貴音（原由實）、我那霸響（沼倉愛美） | 「Colorful Days（M@STER VERSION）」                                                                                             | 電視動畫《偶像大師》片尾曲                           |
| 12月28日 | THE IDOLM@STER ANIM@TION MASTER 06 | 765PRO ALLSTARS | 「CHANGE!!!!（TV SIZE）」 | 電視動畫《偶像大師》片頭曲                           |
| 12月28日 | THE IDOLM@STER ANIM@TION MASTER 06 | 我那霸響（沼倉愛美） | 「TRIAL DANCE」 | 電視動畫《偶像大師》插入曲                           |
| 12月28日 | THE IDOLM@STER ANIM@TION MASTER 06 | 我那霸響（沼倉愛美） | 「Brand New Day!」 | 電視動畫《偶像大師》片尾曲                           |
| 12月28日 | THE IDOLM@STER ANIM@TION MASTER 06 | 如月千早（今井麻美）、天海春香（中村繪里子）、星井美希（長谷川明子）、高槻彌生（仁後真耶子）、萩原雪步（線倉杏美）、菊地真（平田宏美）、雙海亞美／真美（下田麻美）、水瀨伊織（釘宮理惠）、三浦梓（高橋智秋）、四條貴音（原由實）、我那霸響（沼倉愛美） | 「」 | 電視動畫《偶像大師》插入曲                           |
| 2012年   | | | |                                                      |
| 1月29日  | me to me《》 | me to me | 「」 「First Kiss」 「Show Time!」 「Promise」 「」 「All My Love」 「」                                                        | 《me to me》相關歌曲                                 |
| 1月29日  | me to me《》 | （沼倉愛美） | 「」 「Gravity=Reality」 | 《me to me》相關歌曲                                 |
| 2月1日   | THE IDOLM@STER ANIM@TION MASTER 07 | 天海春香（中村繪里子）、如月千早（今井麻美）、雙海亞美／真美（下田麻美）、三浦梓（高橋智秋）、四條貴音（原由實）、我那霸響（沼倉愛美） | 「Happy Christmas」 | 電視動畫《偶像大師》片尾曲                           |
| 2月1日   | THE IDOLM@STER ANIM@TION MASTER 07 | 765PRO ALLSTARS | 「」 「」 | 電視動畫《偶像大師》片尾曲                           |
| 2月1日   | THE IDOLM@STER ANIM@TION MASTER 07 | 765PRO ALLSTARS | 「READY!! & CHANGE!!!! SPECIAL EDITION」 「」                                                                                   | 電視動畫《偶像大師》插入曲                           |
| 8月15日  | THE IDOLM@STER ANIM@TION MASTER SPECIAL 01 | 星井美希（長谷川明子）、四條貴音（原由實）、我那霸響（沼倉愛美） | 「」 「」 | 電視動畫《偶像大師》相關歌曲                         |
| 8月15日  | THE IDOLM@STER ANIM@TION MASTER SPECIAL 01 | 我那霸響（沼倉愛美） | 「Believe」 「」 | 電視動畫《偶像大師》相關歌曲                         |
| 11月28日 | | 765PRO ALLSTARS featuring 迷你偶像 | 「」 「」 | 網路動畫《迷你偶像大師》主題曲                       |
| 12月29日 | 音樂少女C83 Special Set | 千歲春（沼倉愛美） | 「Rock Me!」 | 《音樂少女》相關歌曲                                 |
| 2013年   | | | |                                                      |
| 1月30日  | THE IDOLM@STER ANIM@TION MASTER SPECIAL CURTAIN CALL | 天海春香（中村繪里子）、星井美希（長谷川明子）、如月千早（今井麻美）、高槻彌生（仁後真耶子）、萩原雪步（淺倉杏美）、我那霸響（沼倉愛美） | 「We Have A Dream（M@STER VERSION）」                                                                                           | 角子機《偶像大師 LIVE in SLOT!》主題曲               |
| 1月30日  | THE IDOLM@STER ANIM@TION MASTER SPECIAL CURTAIN CALL | 我那霸響（沼倉愛美） | 「」 | 電視動畫《偶像大師》相關歌曲                         |
| 2月10日  | THE IDOLM@STER MASTER BOX VIII | 我那霸響（沼倉愛美） | 「The world is all one !!」 「MEGARE!」 「」 「」 「Honey Heartbeat」 「Little Match Girl」                                     | 遊戲《偶像大師2》相關歌曲                            |
| 3月6日   | PETIT IDOLM@STER Twelve Seasons! Vol.10 我那霸響&小響 | 我那霸響（沼倉愛美） | 「」 | 網路動畫《迷你偶像大師》相關歌曲                     |
| 3月29日  | 音樂少女「Rock the Hero」 | 千歲春（沼倉愛美） | 「EVERYDAY HERO」 「」 「」 「」                                                                                                | 《音樂少女》相關歌曲                                 |
| 4月10日  | THE IDOLM@STER ANIM@TION MASTER SPECIAL 弦樂四重奏 初戀組曲 | 我那霸響（沼倉愛美） | 「」 | 電視動畫《偶像大師》相關歌曲                         |
| 4月24日  | THE IDOLM@STER LIVE THE@TER PERFORMANCE 01 Thank You! | 765 MILLIONSTARS | 「Thank You!」 | 遊戲《偶像大師 百萬人演唱會！》主題曲                |
| 4月24日  | THE IDOLM@STER LIVE THE@TER PERFORMANCE 01 Thank You! | 765PRO ALLSTARS | 「Thank You!（765PRO ver.）」                                                                                                   | 遊戲《偶像大師 百萬人演唱會！》主題曲                |
| 6月26日  | THE IDOLM@STER LIVE THE@TER PERFORMANCE 03 | 我那霸響（沼倉愛美） | 「Rebellion」 | 遊戲《偶像大師 百萬人演唱會！》相關歌曲              |
| 6月26日  | THE IDOLM@STER LIVE THE@TER PERFORMANCE 03 | 我那霸響（沼倉愛美）、春日未來（山崎遙）、豐川風花（末柄里惠）、望月杏奈（夏川椎菜）、橫山奈緒（渡部優衣） | 「PRETTY DREAMER」 | 遊戲《偶像大師 百萬人演唱會！》相關歌曲              |
| 7月13日  | THE IDOLM@STER Music Disc Collection | 我那霸響（沼倉愛美） | 「」 | 遊戲《偶像大師》相關歌曲                             |
| 7月24日  | | Trident | 「」 「Innocent Blue」 | 電視動畫《蒼藍鋼鐵戰艦 -ARS NOVA-》片尾曲            |
| 8月10日  | 音樂少女 千歲春 & 熊谷繪里「」 | 千歲春（沼倉愛美）、熊谷繪里（瀨戶麻沙美） | 「World Heroes」 「」 | 《音樂少女》相關歌曲                                 |
| 9月20日  | 戀愛研究所 Blu-ray&DVD 第1卷特典CD | 藤女學生會執行部 | 「」 | 電視動畫《戀愛研究所》片頭曲                         |
| 10月25日 | 戀愛研究所 Blu-ray&DVD 第2卷特典CD | 藤女學生會執行部 | 「Best FriendS」 | 電視動畫《戀愛研究所》片尾曲                         |
| 12月29日 | 音樂少女 千歲春 & 熊谷繪里「Lucy & Starlit Walk」 | 千歲春（沼倉愛美） | 「Lucy」 | 《音樂少女》相關歌曲                                 |
| 2014年   | | | |                                                      |
| 1月29日  | M@STERPIECE | 765PRO ALLSTARS | 「M@STERPIECE」 | 電影動畫《偶像大師 劇場版 前往光輝的另一端！》主題曲 |
| 1月29日  | M@STERPIECE | 765PRO ALLSTARS | 「THE IDOLM@STER（MOVIE VERSION）」                                                                                             | 電影動畫《偶像大師 劇場版 前往光輝的另一端！》插入曲 |
| 1月29日  | M@STERPIECE | 天海春香（中村繪里子）、星井美希（長谷川明子）、如月千早（今井麻美）、高槻彌生（仁後真耶子）、菊地真（平田宏美）、水瀨伊織（釘宮理惠）、雙海亞美／真美（下田麻美）、三浦梓（高橋智秋）、萩原雪步（淺倉杏美）、我那霸響（沼倉愛美）、四條貴音（原由實） | 「M@STERPIECE（MOVIE VERSION）」                                                                                                | 電影動畫《偶像大師 劇場版 前往光輝的另一端！》插入曲 |
| 4月18日  | 迷你偶像大師 感謝祭～Special CD～ | 我那霸響（沼倉愛美） | 「」 | 網路動畫《迷你偶像大師》相關歌曲                     |
| 4月18日  | 迷你偶像大師 感謝祭～Special CD～ | 天海春香（中村繪里子）、高槻彌（仁後真耶子）、秋月律子（若林直美）、星井美希（長谷川明子）、四條貴音（原由實）、我那霸響（沼倉愛美） | 「」 | 網路動畫《迷你偶像大師》相關歌曲                     |
| 4月26日  | | 千歲春（沼倉愛美） | 「」 | 《音樂少女》相關歌曲                                 |
| 5月14日  | 黑組曲·序 | 武智乙哉（沼倉愛美） | 「concentration」 | 電視動畫《惡魔的謎語》片尾曲                         |
| 5月14日  | 黑組曲·序 | 10年黑組 | 「QUEEN」 | 電視動畫《惡魔的謎語》片尾曲                         |
| 6月4日   | PETIT IDOLM@STER Twelve Campaigns! vol.2 四條貴音&小貴音+我那霸響&小響 | 我那霸響（沼倉愛美） | 「」 「」 | 網路動畫《迷你偶像大師》相關歌曲                     |
| 6月11日  | 黑組曲·破 | 10年黑組 | 「THE LAST PARTY」 | 電視動畫《惡魔的謎語》片尾曲                         |
| 6月18日  | | 765PRO ALLSTARS | 「」 | 電影動畫《偶像大師 劇場版 前往光輝的另一端！》插入曲 |
| 6月18日  | 「READY!!（M@STER VERSION）」 | 765PRO ALLSTARS | 電視動畫《偶像大師》相關歌曲 |                                                      |
| 6月18日  | 天海春香（中村繪里子）、星井美希（長谷川明子）、如月千早（今井麻美）、高槻彌生（仁後真耶子）、萩原雪步（淺倉杏美）、菊地真（平田宏美）、雙海真美（下田麻美）、四條貴音（原由實）、我那霸響（沼倉愛美） | 「」 | 電視動畫《偶像大師》相關歌曲 |                                                      |
| 6月25日  | Purest Blue | Trident | 「Purest Blue」 「Blue Sky」 | 電視動畫《蒼藍鋼鐵戰艦 -ARS NOVA-》相關歌曲          |
| 6月25日  | Purest Blue | 高雄（沼倉愛美） | 「Be United」 「My Admiral」 | 電視動畫《蒼藍鋼鐵戰艦 -ARS NOVA-》相關歌曲          |
| 7月9日   | 黑組曲·急 | 10年黑組 | 「」 | 電視動畫《惡魔的謎語》插入曲                         |
| 8月13日  | | 765PRO ALLSTARS | 「」 | 電影動畫《偶像大師 劇場版 前往光輝的另一端！》片尾曲 |
| 8月13日  | 「CHANGE!!!!（M@STER VERSION）」 「」 | 765PRO ALLSTARS | 電視動畫《偶像大師》相關歌曲 |                                                      |
| 7月30日  | THE IDOLM@STER LIVE THE@TER HARMONY 01 | Legend Days | 「」 「Welcome!!」 | 遊戲《偶像大師 百萬人演唱會！》相關歌曲              |
| 7月30日  | THE IDOLM@STER LIVE THE@TER HARMONY 01 | 我那霸響（沼倉愛美） | 「smiley days」 | 遊戲《偶像大師 百萬人演唱會！》相關歌曲              |
| 8月27日  | THE IDOLM@STER MASTER ARTIST 3 Prologue ONLY MY NOTE | 765PRO ALLSTARS | 「ONLY MY NOTE（M@STER VERSION）」 「」                                                                                         | 遊戲《偶像大師 全力以赴》相關歌曲                    |
| 8月27日  | | 花舞少女隊 | 「」 | 電視動畫《花舞少女》片頭曲                           |
| 8月27日  | 「Dream JUMP!!」 | 花舞少女隊 | 電視動畫《花舞少女》相關歌曲 |                                                      |
| 11月19日 | YOSAKOI SONG Series 伍 真智 | 由比濱學園國中夜來舞社 常盤真智（沼倉愛美） | 「make a friendship」 「」 | 遊戲《花舞少女 夜來舞Live！》插入曲                  |
| 11月27日 | 音樂少女 2nd Album「Perfect Free」 | 千歲春（沼倉愛美）、熊谷繪里（瀨戶麻沙美） | 「Perfect Free」 「」 「World Heroes」                                                                                          | 《音樂少女》相關歌曲                                 |
| 11月27日 | 音樂少女 2nd Album「Perfect Free」 | 千歲春（沼倉愛美） | 「Angelfire」 「Good Answer」 「Lucy」 「」                                                                                     | 《音樂少女》相關歌曲                                 |
| 2015年   | | | |                                                      |
| 1月23日  | 花舞少女 BD、DVD第5卷特典CD | 常盤真智（沼倉愛美） | 「」 | 電視動畫《花舞少女》相關歌曲                         |
| 1月28日  | Ray of bullet | 伊莉絲·芙蕾雅（日高里菜）、物部深月（沼倉愛美） | 「Ray of bullet」 | 電視動畫《銃皇無盡的法夫納》片尾曲                   |
| 1月28日  | Blue Snow | Trident | 「Blue Snow」 「Sentimental Blue」 「Lovely Blue」                                                                              | 電影動畫《蒼藍鋼鐵戰艦 -ARS NOVA- DC》相關歌曲       |
| 1月28日  | Blue Snow | 高雄（沼倉愛美） | 「Engage」 | 電影動畫《蒼藍鋼鐵戰艦 -ARS NOVA- DC》相關歌曲       |
| 2月27日  | 花舞少女隊 BD、DVD第6卷特典CD | 花舞少女隊 | 「」 | 電視動畫《花舞少女》片尾曲                           |
| 4月22日  | 花舞少女音樂集 華鳴音女 | 花舞少女隊 | 「」 | 遊戲《花舞少女 夜來舞Live！》插入曲                  |
| 4月22日  | THE IDOLM@STER MASTER ARTIST 3 02 我那霸響 | 我那霸響（沼倉愛美） | 「Pon De Beach（M@STER VERSION）」 「shiny smile（M@STER VERSION）」 「」 「Buzzstyle」 「」 「ONLY MY NOTE（M@STER VERSION）」 | 遊戲《偶像大師 全力以赴》相關歌曲                    |
| 4月22日  | | Plasmagica | 「」 | 電視動畫《SHOW BY ROCK!!》片頭曲                     |
| 4月22日  | 「Close to you」 | Plasmagica | 電視動畫《SHOW BY ROCK!!》相關歌曲                                                                                              |                                                      |
| 4月29日  | 銃皇無盡的法夫納 角色歌專輯 -- | 物部深月（沼倉愛美） | 「」 | 電視動畫《銃皇無盡的法夫納》相關歌曲                 |
| 4月29日  | 銃皇無盡的法夫納 角色歌專輯 -- | 伊莉絲·芙蕾雅（日高里菜）、物部深月（沼倉愛美）、麗莎·海渥卡（金元壽子）、艾列拉·露（德井青空）、蓮·宮澤（內村史子）、蒂亞·萊特寧格（佐倉綾音） | 「Ray of bullet」 | 電視動畫《銃皇無盡的法夫納》相關歌曲                 |
| 5月13日  | Have a nice MUSIC!! | Plasmagica | 「Have a nice MUSIC!!」 | 電視動畫《SHOW BY ROCK!!》片尾曲                     |
| 5月13日  | Have a nice MUSIC!! | Plasmagica | 「Joyfulness」 | 電視動畫《SHOW BY ROCK!!》相關歌曲                   |
| 6月3日   | | Plasmagica | 「」 「」 | 電視動畫《SHOW BY ROCK!!》插入曲                     |
| 6月24日  | SHOW BY ROCK!! BD 第1卷 .jp限定版特典 | 蕾朵莉（沼倉愛美） | 「」 「」 | 電視動畫《SHOW BY ROCK!!》相關歌曲                   |
| 6月26日  | 暗殺教室 BD、DVD第4卷特典CD | 3年E班 | 「」 | 電視動畫《暗殺教室》相關歌曲                         |
| 6月26日  | 音樂少女「3STARS」 | 千歲春（沼倉愛美） | 「」 | 《音樂少女》相關歌曲                                 |
| 7月18日  | THE IDOLM@STER M@STERS OF IDOL WORLD!! 2015 M@STERPIECE & 10th Anniversary Mix | 我那霸響（沼倉愛美） | 「」 | 遊戲《偶像大師》相關歌曲                             |
| 7月18日  | THE IDOLM@STER LIVE THE@TER SOLO COLLECTION Vol.02 | 我那霸響（沼倉愛美） | 「」 | 遊戲《偶像大師 百萬人演唱會！》相關歌曲              |
| 8月26日  | SHOW BY ROCK!! BD 第3卷特裝限定版 完全新作Project CD3 | 蕾朵莉（沼倉愛美） | 「Love net Lady」 | 電視動畫《SHOW BY ROCK!!》相關歌曲                   |
| 8月26日  | SHOW BY ROCK!! BD 第3卷 .jp限定版特典 | 蕾朵莉（沼倉愛美） | 「」 「」 | 電視動畫《SHOW BY ROCK!!》相關歌曲                   |
| 9月16日  | Blue Destiny | Trident | 「Blue Destiny」 「Blue Rain」                                                                                                  | 電影動畫《蒼藍鋼鐵戰艦 -ARS NOVA- Cadenza》相關歌曲  |
| 9月16日  | Blue Destiny | 高雄（沼倉愛美）、伊歐娜（淵上舞） | 「Blazing Nova」 | 電影動畫《蒼藍鋼鐵戰艦 -ARS NOVA- Cadenza》相關歌曲  |
| 9月16日  | Blue Destiny | 榛名（山村響）、高雄（沼倉愛美） | 「Nothing to fear」 | 電影動畫《蒼藍鋼鐵戰艦 -ARS NOVA- Cadenza》相關歌曲  |
| 9月16日  | 蒼藍鋼鐵戰艦 -ARS NOVA- Blue Field Character Songs Vol.2 | 高雄（沼倉愛美）、日向（藤田咲） | 「Ray of Hope」 | 電視動畫《蒼藍鋼鐵戰艦 -ARS NOVA-》相關歌曲          |
| 10月28日 | SHOW BY ROCK!! BD 第5卷 .jp限定版特典 | 蕾朵莉（沼倉愛美） | 「」 「」 | 電視動畫《SHOW BY ROCK!!》相關歌曲                   |
| 12月23日 | THE IDOLM@STER LIVE THE@TER DREAMERS 04 | 秋月律子（若林直美）、篠宮可憐（近藤唯）、伊吹翼（Machico）、我那霸響（沼倉愛美）、艾米莉·斯圖亞特（郁原優）、水瀨伊織（釘宮理惠）、高山紗代子（駒形友梨）、佐竹美奈子（大關英里）、天空橋朋花（小岩井小鳥）、中谷育（原嶋明里）                       | 「Dreaming!」 | 遊戲《偶像大師 百萬人演唱會！》相關歌曲              |
| 12月23日 | THE IDOLM@STER LIVE THE@TER DREAMERS 04 | 伊吹翼（Machico）、我那霸響（沼倉愛美） | 「」 | 遊戲《偶像大師 百萬人演唱會！》相關歌曲              |
| 12月29日 | Justability | 千歲春（沼倉愛美）、熊谷繪里（瀨戶麻沙美）、龍王更紗（淵上舞） | 「Justability」 | 《音樂少女》相關歌曲                                 |
| 12月29日 | Justability | 千歲春（沼倉愛美） | 「The Sixteen」 | 《音樂少女》相關歌曲                                 |
| 2016年   | | | |                                                      |
| 2月17日  | BLUE | Trident | 「BLUE」 「Blue Moon」 「」 | 電視動畫《蒼藍鋼鐵戰艦 -ARS NOVA-》相關歌曲          |
| 2月17日  | BLUE | 伊歐娜（淵上舞）、高雄（沼倉愛美） | 「」 | 電視動畫《蒼藍鋼鐵戰艦 -ARS NOVA-》相關歌曲          |
| 2月17日  | BLUE | 高雄（沼倉愛美）、榛名（山村響） | 「Fly」 | 電視動畫《蒼藍鋼鐵戰艦 -ARS NOVA-》相關歌曲          |
| 2月17日  | BLUE | 高雄（沼倉愛美） | 「」 | 電視動畫《蒼藍鋼鐵戰艦 -ARS NOVA-》相關歌曲          |
| 2月17日  | THE IDOLM@STER MASTER ARTIST 3 FINALE Destiny | 765PRO ALLSTARS | 「Destiny（M@STER VERSION）」                                                                                                   | 遊戲《偶像大師 全力以赴》相關歌曲                    |
| 2月24日  | LoSe±CoNtRoL | 七轉福音（福沙奈惠）、庫拉莉翁（沼倉愛美） | 「LoSe±CoNtRoL」 | 電視動畫《紅殼的潘朵拉》片尾曲                       |
| 2月24日  | LoSe±CoNtRoL | 庫拉莉翁（沼倉愛美） | 「LoSe±CoNtRoL:Stateful Inspection」                                                                                            | 電視動畫《紅殼的潘朵拉》相關歌曲                     |
| 2月24日  | QUESTION | 3年E班 | 「」 | 遊戲《暗殺教室 暗殺者育成計劃！！》主題曲            |
| 3月16日  | 槍與面具 BD、DVD第4卷特典CD | 朱藤依子（沼倉愛美） | 「」 | 電視動畫《槍與面具》相關歌曲                         |
| 4月6日   | 電視動畫「紅殼的潘朵拉」潘朵拉廣播CD | 七轉福音（福沙奈惠）、庫拉莉翁（沼倉愛美） | 「Direct⇄LiNK」 | 電視動畫《紅殼的潘朵拉》相關歌曲                     |
| 5月18日  | | Plasmagica | 「」 「」 | 電視動畫《SHOW BY ROCK!!》相關歌曲                   |
| 7月20日  | THE IDOLM@STER PLATINUM MASTER 00 Happy! | 天海春香（中村繪里子）、如月千早（今井麻美）、萩原雪步（淺倉杏美）、水瀨伊織（釘宮理惠）、三浦梓（高橋智秋）、我那霸響（沼倉愛美）、秋月律子（若林直美）                                                                                               | 「Happy!（M@STER VERSION）」 | 遊戲《偶像大師 白金星光》主題曲                      |
| 8月24日  | | Plasmagica | 「」 | 電視動畫《SHOW BY ROCK!! Short!!》主題曲             |
| 8月24日  | 「Are You Studying?」 | Plasmagica | 電視動畫《SHOW BY ROCK!! Short!!》相關歌曲                                                                                      |                                                      |
| 9月21日  | THE IDOLM@STER PLATINUM MASTER 02 | 星井美希（長谷川明子）、如月千早（今井麻美）、高槻彌生（仁後真耶子）、我那霸響（沼倉愛美） | 「」 | 遊戲《偶像大師 白金星光》相關歌曲                    |
| 9月21日  | THE IDOLM@STER PLATINUM MASTER 02 | 星井美希（長谷川明子）、我那霸響（沼倉愛美）、四條貴音（原由實） | 「」 | 遊戲《偶像大師 白金星光》相關歌曲                    |
| 9月21日  | SHOW BY ROCK!! BEST Vol.2 | Plasmagica | 「」 | 遊戲《SHOW BY ROCK!!》相關歌曲                       |
| 9月28日  | 暗殺教室 精選輯 ～Music Memories～ | 3年E班 | 「」 | 電視動畫《暗殺教室》插入曲                           |
| 9月28日  | 暗殺教室 精選輯 ～Music Memories～ | 3年E班 | 「」 | 遊戲《暗殺教室 暗殺者育成計劃！！》主題曲            |
| 9月28日  | 暗殺教室 精選輯 ～Music Memories～ | 3年E班 | 「」 | 電視動畫《暗殺教室》相關歌曲                         |
| 10月5日  | My Song is YOU !! | Plasmagica | 「My Song is YOU !!」 | 電視動畫《SHOW BY ROCK!!#》片尾曲                    |
| 10月5日  | My Song is YOU !! | Plasmagica | 「Hazy Twinkle」 | 電視動畫《SHOW BY ROCK!!#》相關歌曲                  |
| 10月12日 | | Plasmagica | 「」 | 電視動畫《SHOW BY ROCK!!#》片頭曲                    |
| 10月12日 | 「」 | Plasmagica | 電視動畫《SHOW BY ROCK!!#》相關歌曲                                                                                             |                                                      |
| 11月23日 | Musica Magica | 莉普兒（沼倉愛美）、最高速度（內山夕實） | 「DESTRUCTION」 | 電視動畫《魔法少女育成計劃》相關歌曲                 |
| 11月30日 | | Plasmagica | 「」 「」 | 電視動畫《SHOW BY ROCK!!#》插入曲                    |
| 12月21日 | My Resolution～～ | Plasmagica | 「My Resolution～～」 「 ballade version」                                                                                      | 電視動畫《SHOW BY ROCK!!#》插入曲                    |
| 12月23日 | ハナヤマタ Blu-ray&CD Shall We Box「晴鳴五子路」 | 花舞少女隊 | 「」 「Dream Jump!!」 「」 「花雪 Team. ver.」                                                                                  | 電視動畫《花舞少女》相關歌曲                         |
| 12月23日 | ハナヤマタ Blu-ray&CD Shall We Box「晴鳴五子路」 | 常盤真智（沼倉愛美） | 「make a friendship」 | 電視動畫《花舞少女》相關歌曲                         |
| 2017年   | | | |                                                      |
| 1月7日   | ＊＊＊＊ | Plasmagica | 「＊＊＊＊」 | 真實脫出遊戲《》主題曲                               |
| 2月8日   | Climber's High! | 小玉（沼倉愛美） | 「」 | 電視動畫《風夏》插入曲                               |
| 2019年   | | | |                                                      |
| 12月12日 | 新櫻花大戰 初回限定版特典CD「歴代歌謠集」 | 天宮櫻（佐倉綾音）、東雲初穗（內田真禮）、望月薊（山村響）、安娜史塔西亞·帕爾馬（福原綾香）、庫拉麗絲（早見沙織）、黃郁（上坂堇）、蘭斯洛特（沼倉愛美）、艾麗絲（水樹奈奈）                                                                            | 「」 | 遊戲《新櫻花大戰》片尾曲                             |
| 12月12日 | 新櫻花大戰 初回限定版特典CD「歴代歌謠集」 | 蘭斯洛特（沼倉愛美） | 「」 | 遊戲《新櫻花大戰》相關歌曲                           |
| 2020年   | | | |                                                      |
| 2月12日  | PRINCESS CONNECT!Re:Dive CHARACTER SONG ALBUM VOL.1 | 珠希（沼倉愛美）、美冬（田所梓）、秋乃（松嵜麗）、優花（今井麻美） | 「」 | 遊戲《超異域公主連結 Re:Dive》插入曲                 |

### 團體成員
1. 1 2 3 4 5 6 7 8 9 10 11 12 13  天海春香（中村繪里子）、星井美希（長谷川明子）、如月千早（今井麻美）、高槻彌生（仁後真耶子）、萩原雪步（淺倉杏美）、菊地真（平田宏美）、雙海亞美／真美（下田麻美）、水瀨伊織（釘宮理惠）、三浦梓（高橋智秋）、四條貴音（原由實）、我那霸響（沼倉愛美）、秋月律子（若林直美）
2. ↑  天海春香（中村繪里子）、星井美希（長谷川明子）、如月千早（今井麻美）、高槻彌生（仁後真耶子）、萩原雪步（淺倉杏美）、菊地真（平田宏美）、雙海亞美／真美（下田麻美）、水瀨伊織（釘宮理惠）、三浦梓（高橋智秋）、四條貴音（原由實）、我那霸響（沼倉愛美）、秋月律子（若林直美）、音無小鳥（瀧田樹里）
3. 1 2  西園寺雅（原由實）、（沼倉愛美）
4. ↑  天海春香&小春香（中村繪里子）、如月千早&小千早（今井麻美）、萩原雪步&小雪步（淺倉杏美）、高槻彌生&小彌生（仁後真耶子）、秋月律子&小律子（若林直美）、三浦梓&小梓（高橋智秋）、水瀨伊織&小伊織（釘宮理惠）、菊地真&小真（平田宏美）、雙海亞美·真美&小亞美·小真美（下田麻美）、星井美希&小美希（長谷川明子）、我那霸響&小響（沼倉愛美）、四條貴音&小貴音（原由實）、音無小鳥&小小鳥（瀧田樹里）
5. ↑  天海春香（中村繪里子）、春日未來（山崎遙）、如月千早（今井麻美）、木下日向（田村奈央）、四條貴音（原由實）、茱莉亞（愛美）、高山紗代子（駒形友梨）、田中琴葉（種田梨沙）、天空橋朋花（小岩井小鳥）、箱崎星梨花（麻倉桃）、松田亞利沙（村川梨衣）、三浦梓（高橋智秋）、水瀨伊織（釘宮理惠）、最上靜香（田所梓）、望月杏奈（夏川椎菜）、矢吹可奈（木戶衣吹）、艾米莉·斯圖亞特（郁原優）、大神環（稻川英里）、我那霸響（沼倉愛美）、菊地真（平田宏美）、北上麗花（平山笑美）、高坂海美（上田麗奈）、佐竹美奈子（大關英里）、島原埃琳娜（角元明日香）、高槻彌生（仁後真耶子）、永吉昴（齊藤佑圭）、野野原茜（小笠原早紀）、馬場木實（高橋未奈美）、福田法子（濱崎奈奈）、舞濱步（戶田惠）、真壁瑞希（阿部里果）、百瀨莉緒（山口立花子）、橫山奈緒（渡部優衣）、秋月律子（若林直美）、伊吹翼（Machico）、北澤志保（雨宮天）、篠宮可憐（近藤唯）、周防桃子（渡部惠子）、德川茉莉（諏訪彩花）、所惠美（藤井幸代）、豐川風花（末柄里惠）、中谷育（原嶋明里）、七尾百合子（伊藤美來）、二階堂千鶴（野村香菜子）、萩原雪步（淺倉杏美）、ROCO（中村溫姬）、雙海亞美／真美（下田麻美）、星井美希（長谷川明子）、宮尾美也（桐谷蝶蝶）
6. 1 2 3 4 5  淵上舞、沼倉愛美、山村響
7. ↑  沼倉愛美、赤﨑千夏、水瀨祈、佐倉綾音、大地葉
8. 1 2 3  諏訪彩花、金元壽子、南條愛乃、淺倉杏美、內村史子、內田愛美、三澤紗千香、大坪由佳、荒川美穗、佳村遙、安濟知佳、沼倉愛美、山田悠希
9. ↑  我那霸響（沼倉愛美）、秋月律子（若林直美）、高槻彌生（仁後真耶子）、雙海亞美（下田麻美）、水瀨伊織（釘宮理惠）
10. 1 2 3  關谷鳴（上田麗奈）、笹目夜彌（奧野香耶）、哈娜·N·芳婷史坦（田中美海）、西御門多美（大坪由佳）、常盤真智（沼倉愛美）
11. 1 2 3 4 5 6 7  希安（稻川英里）、秋秋（上坂堇）、蕾朵莉（沼倉愛美）、摩亞（佐倉綾音）
12. 1 2 3 4  潮田渚（淵上舞）、赤羽業（岡本信彥）、寺坂龍馬（木村昴）、中村莉櫻（沼倉愛美）
13. ↑  蕾朵莉（沼倉愛美）
14. ↑  赤羽業（岡本信彥）、磯貝悠馬（逢坂良太）、岡島大河（內藤玲）、岡野日向（田中美海）、奧田愛美（矢作紗友里）、片岡惠（松浦知惠）、茅野楓（洲崎綾）、神崎有希子（佐藤聰美）、木村正義（川邊俊介（日语：川辺俊介））、倉橋陽菜乃（金元壽子）、潮田渚（淵上舞）、菅谷創介（宮下榮治（日语：宮下栄治））、 杉野友人（山谷祥生）、竹林孝太郎（水島大宙）、千葉龍之介（間島淳司）、寺坂龍馬（木村昴）、中村莉櫻（沼倉愛美）、狹間綺羅羅（齋藤楓子）、速水凜香（河原木志穗）、 原壽美鈴（日野未步）、不破優月（植田佳奈）、前原陽斗（淺沼晉太郎）、三村航輝（高橋伸也）、村松拓哉（原澤晃綺（日语：はらさわ晃綺））、矢田桃花（諏訪彩花）、吉田大成（下妻由幸）、律（藤田咲）、堀部糸成（緒方惠美）

## 外部連結
- ARTSVISION官方簡歷 （页面存档备份，存于）（日語）
- 個人官方網誌 Powered by LINE （页面存档备份，存于）（日語）
  - Love Is Beautiful （页面存档备份，存于）（舊網誌，2009年4月－2016年7月）（日語）
- 個人官方網站 （页面存档备份，存于）（日語）
- 沼倉愛美（官方）的X（前Twitter）（日語）